# Łeonid Derkacz
Łeonid Wasyliowycz Derkacz (ukr. Леоні́д Васи́льович Де́ркач, ur. 19 lipca 1939 w Dniepropietrowsku, zm. 14 stycznia 2022 w Kijowie) – ukraiński funkcjonariusz organów bezpieczeństwa i polityk, Generał Armii Ukrainy, szef Służby Bezpieczeństwa Ukrainy (1998–2001), poseł do Rady Najwyższej IV kadencji.

## Biografia
Karierę zawodową rozpoczął w 1957 r. w Jużmaszu, gdzie pracował jako mechanik. Po odbyciu nauki w dniepropietrowskim technikum mechanicznym w latach 1958-1961 pracował jako pomocnik majstra w tym zakładzie. W latach 1961–1964 odbył służbę wojskową w Siłach Zbrojnych ZSRR. W 1970 ukończył studia na Wydziale Fizyki i Technologii Dniepropietrowskiego Uniwersytetu Państwowego jako inżynier mechanik maszyn latających. Pracował w Jużmaszu jako starszy inżynier technolog.
Od marca 1972 r. w urzędzie KGB w obwodzie dniepropietrowskim, gdzie był oficerem operacyjnym, starszym oficerem operacyjnym, szefem oddziału. W 1973 r. ukończył wyższe kursy KGB. Od 1983 do 1988 r. pełnił funkcję zastępcy dyrektora fabryki w Pawłogradzie oraz szefa miejskiego wydziału KGB w Pawłogradzie. Od lutego 1988 r. w obwodowym biurze KGB w obwodzie dniepropietrowskim, gdzie pracował jako zastępca szefa kadr i szef kadr.
Od listopada 1991 r. zastępca Szefa Obwodowego Urzędu Służby Bezpieczeństwa Ukrainy w Dniepropietrowsku. Od grudnia 1992 r. – przewodniczący Służby Państwowej Ukrainy ds. Technicznej Ochrony Informacji. Od sierpnia 1994 r. - pierwszy zastępca szefa Służby Bezpieczeństwa Ukrainy. Od lipca 1995 r. – przewodniczący Państwowego Komitetu Celnego Ukrainy. W lutym 1996 r. został powołany do Komitetu Koordynacyjnego Ukrainy ds. Zwalczania Przestępczości Zorganizowanej i Korupcji. W listopadzie 1996 r. Państwowy Komitet Celny Ukrainy został przekształcony w Państwową Służbę Celną Ukrainy, ale Ł. Derkacz zachował stanowisko przewodniczącego.
Od kwietnia 1998 r. do lutego 2001 r. – przewodniczący Służby Bezpieczeństwa Ukrainy. 23 sierpnia 2000 r. mianowany na najwyższy ukraiński stopień wojskowy – Generała Armii Ukrainy.
W związku z zabójstwem Heorhija Gongadze (wrzesień 2000 r.) domagano się dymisji Derkacza, na co prezydent Łeonid Kuczma musiał się zgodzić.
Od kwietnia 2002 do 2006 r. deputowany do Rady Najwyższej Ukrainy IV kadencji z obwodu dniepropietrowskiego. Od maja do czerwca 2002 r. był członkiem bloku Za Jedyną Ukrainę, od czerwca 2002 r. – członkiem Partii Przemysłowców i Przedsiębiorców Ukrainy oraz partii Trudowa Ukrajina.
W czerwcu 2006 r. został zwolniony ze służby wojskowej ze względów zdrowotnych z prawem do noszenia munduru wojskowego.
Synem Łeonida Derkacza i chrześniakiem Łeonida Kuczmy  jest Andrij Derkacz, również polityk.